# Anilocra holocentri
Anilocra holocentri är en kräftdjursart som beskrevs av Williams 1981. Anilocra holocentri ingår i släktet Anilocra och familjen Cymothoidae. Inga underarter finns listade i Catalogue of Life.